# Ōkunoshima
Ōkunoshima (japanska: 大久野島) är en liten ö i Japanska innanhavet som förvaltas av staden Takehara i Hiroshima prefektur i Japan. 
Den ligger 3 kilometer från fastlandet och på grund av de många förvildade kaninerna kallas den också Kaninön (japanska: うさぎ島, Usagi Shima). 
Ōkunoshima är en del av nationalparken Setonaikai National Park som har ett besökscenter och ett museum på ön. Det finns ett hotell och en campingplats på Ōkunoshima, som besöks av mer än 100 000 japanska turister om året. De flesta för kaninernas skull.

## Militär användning
Ōkunoshima befästes under Rysk–japanska kriget och rester av forten finns fortfarande kvar på ön. 
År 1938 blev Ōkunoshima ett militärt skyddsområde och fiskkonservfabriken byggdes om till en fabrik för giftgas. Projektet var så hemligt att Ōkunoshima försvann från alla kartor och farleder ändrades. Färjor och tåg på fastlandet måste täcka över alla fönster när de var i närheten av ön.
Efter andra världskriget förstördes fabriken av amerikanerna och idag finns bara ruiner kvar.

## Tillverkning av stridsgas

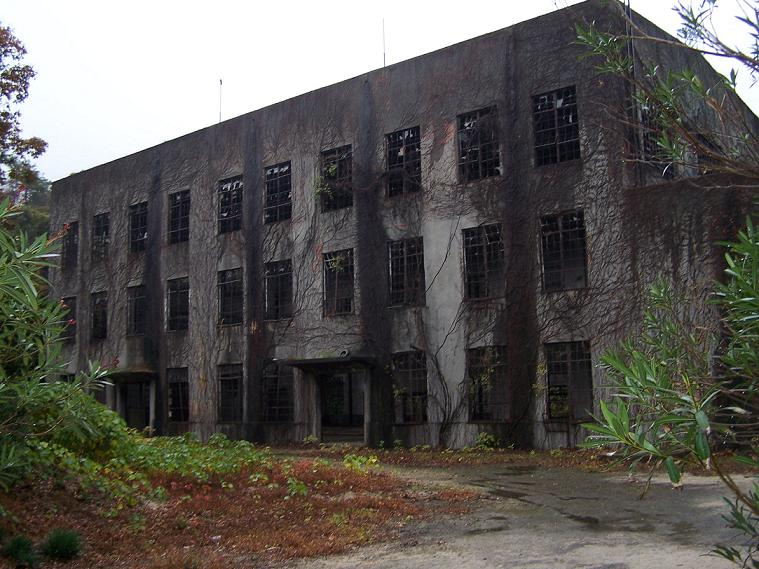
Fabriksruiner på Okunoshima år 2007.

Från 1933 till 1945 byggde Japan upp en kemisk vapenarsenal med flygbomber och granater innehållande bland annat 
fosgen, klorpikrin, vätecyanid och senapsgas. Huvuddelen av de cirka 6 100 ton kemiska stridsmedel som tillverkades kom från Ōkunoshima. De giftiga kemikalierna transporterades till Kina och Manchuriet där de kemiska vapnen färdigställdes och testades.
Det är oklart hur många som skadades av stridsgas under andra kinesisk-japanska kriget, men det finns källor som påstår att 2 000 dog och femtio gånger fler skadades. De flesta offer var soldater och civilbefolkning i Kina men det gjordes också inhumana experiment med krigsfångar.

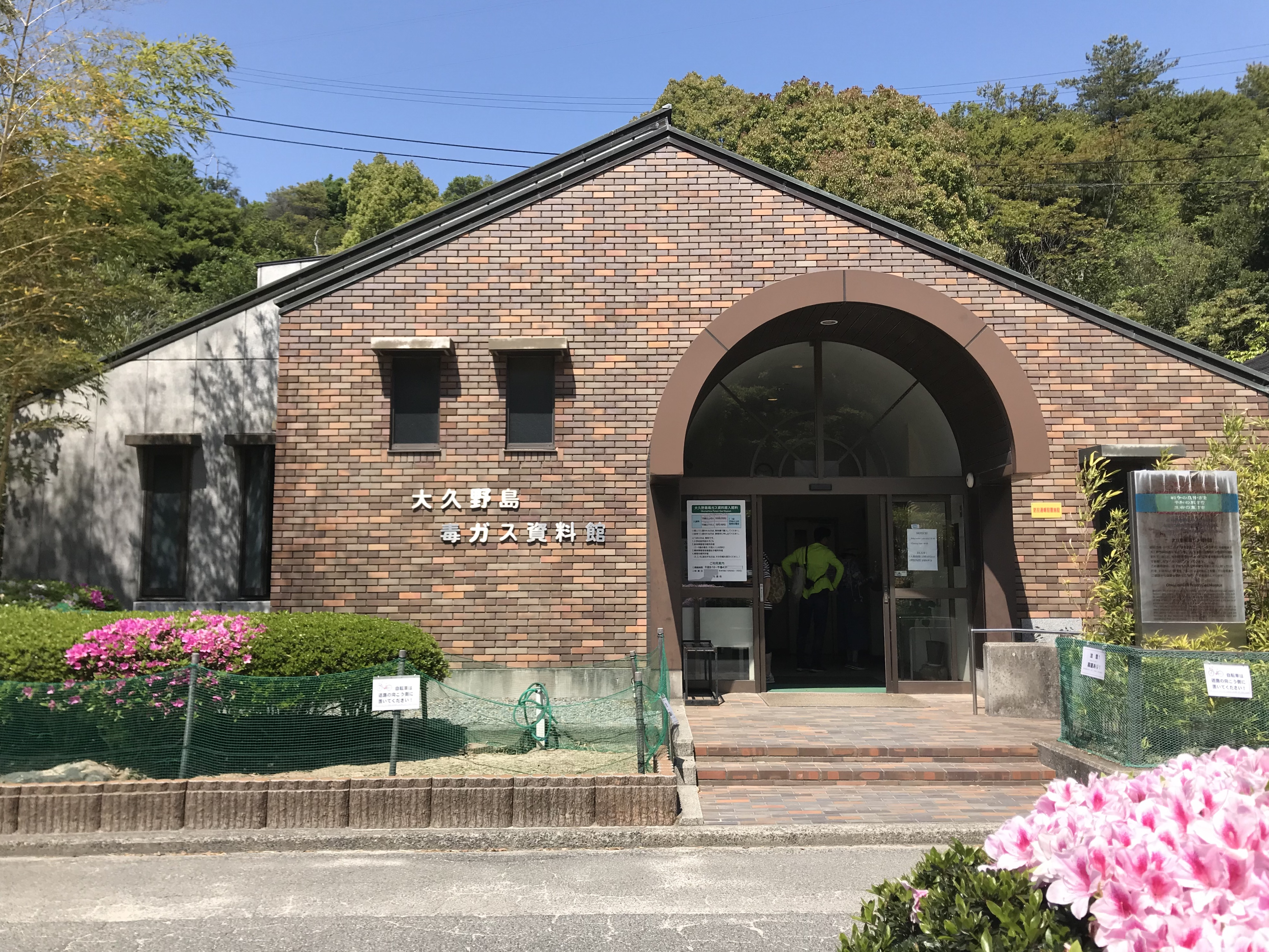
Stridsgasmuseet

År 1988 grundades ett privat museum på Ōkunoshima med utrustning och bilder från tillverkningen och användningen av stridsgas. Ruinerna av giftgasfabriken får inte beträdas av säkerhetsskäl.

## Fauna

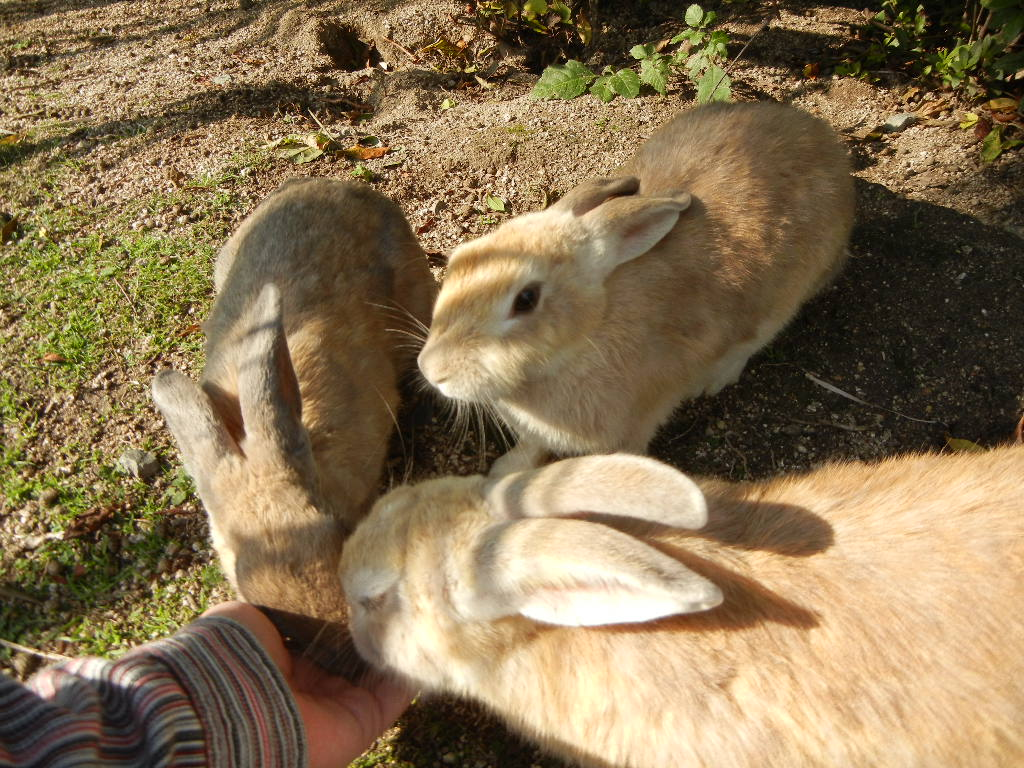
Kaniner på Ōkunoshima.

Det finns mer än tusen kaniner på Ōkunoshima. De har inga naturliga fiender och får inte jagas. Katter  och hundar är inte tillåtna på ön. 
Det är inte känt var kaninerna kommer ifrån. På giftgasfabriken använde man kaniner som försöksdjur, men de avlivades när fabriken  förstördes år 1945. En teori är att de härstammar från åtta kaniner som släpptes fria av en grupp skolbarn på besök år 1971. Kaninerna är populära bland besökare som matar dem med kål och morötter på sommaren. Resten av året livnär de sig på öns sparsamma växtlighet.